# Nippon Cargo Airlines
Nippon Cargo Airlines (japanisch 日本貨物航空株式会社, Nippon Kamotsu Kōkū Kabushiki-gaisha, kurz NCA) ist eine japanische Frachtfluggesellschaft mit Sitz in Tokio und Basis auf dem Flughafen Tokio-Narita.

## Geschichte
Nippon Cargo Airlines wurde am 21. September 1978 gegründet und nahm als erste japanische Frachtfluggesellschaft 1978 den Flugbetrieb auf. Sie war ein Gemeinschaftsunternehmen von Reedereien (vor allem Nippon Yūsen) und All Nippon Airways. Aus diesem Grund war die Lackierung der Flugzeuge zu dieser Zeit angepasst an die der ANA. Im Juli 2005 verkaufte ANA alle restlichen Anteile an Nippon Yusen.
Anfang 2008 musterte NCA die letzten fünf Boeing 747-200F aus der Flotte aus. Im Zuge der Einflottung der neuen Boeing 747-8F ab 2012 führte NCA auch ein neues Farbschema für ihre Flugzeuge ein. Im Oktober 2018 wurde die letzte Boeing 747-400F außer Dienst gestellt.
Heute sind Global Logistics Investments (55,18 %), Nippon Yūsen (13,8 %), Kawasaki Kisen Kaisha (13,19 %), Nippon Express (3,13 %) und andere Investoren (14,7 %) an NCA beteiligt.
Im März 2023 übernahm All Nippon Airways 100 % der Anteile der Gesellschaft.

## Flugziele
Vom Flughafen Tokio-Narita aus werden verschiedene Ziele in Asien, Europa und Nordamerika angeflogen.

## Flotte

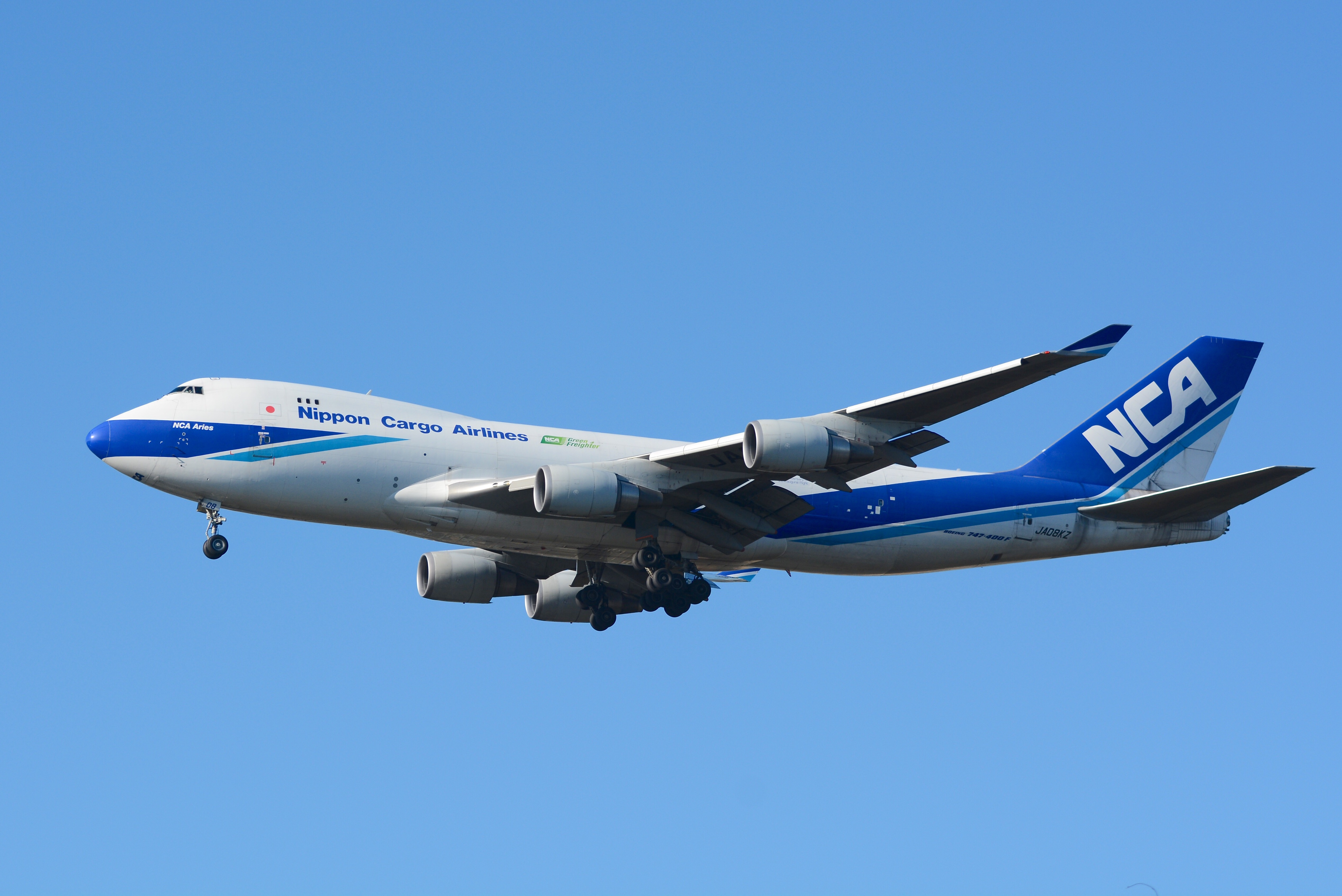
Boeing 747-400F der Nippon Cargo Airlines

Mit Stand August 2025 besteht die Flotte der Nippon Cargo Airlines aus acht Frachtflugzeugen mit einem Durchschnittsalter von 13 Jahren:
| Flugzeugtyp   | Anzahl | bestellt | Anmerkungen | Kapazität |
| ------------- | ------ | -------- | ----------- | --------- |
| Boeing 747-8F | 8      |          |             | 133 t     |
| Gesamt        | 8      |          |             |           |

In der Vergangenheit betrieb NCA zudem Flugzeuge der Typen Boeing 747-100SRF, Boeing 747-200F und Boeing 747-400F.